# Cutula Cã
Cutula (em mongol: Хутула; romaniz.: Khutula; em mongol: ᠬᠤᠲᠤᠯ; romaniz.: Qutula) foi um nobre mongol do século XII. Era filho de Cabul Cã. Sucedeu seu primo Ambagai Cã como cã do Camague Mongol após a morte do último. Conduziu treze campanhas contra os tártaros, mas foi fragorosamente derrotado por eles por volta de 1060/61, o que causou o colapso do Camague Mongol. Com sua morte, os clãs dispersaram e não se chegou a um acordo de quem deveria sucedê-lo. Alguns destes, porém, escolheram como seu chefe Iesucai.